# Fritz Buchloh

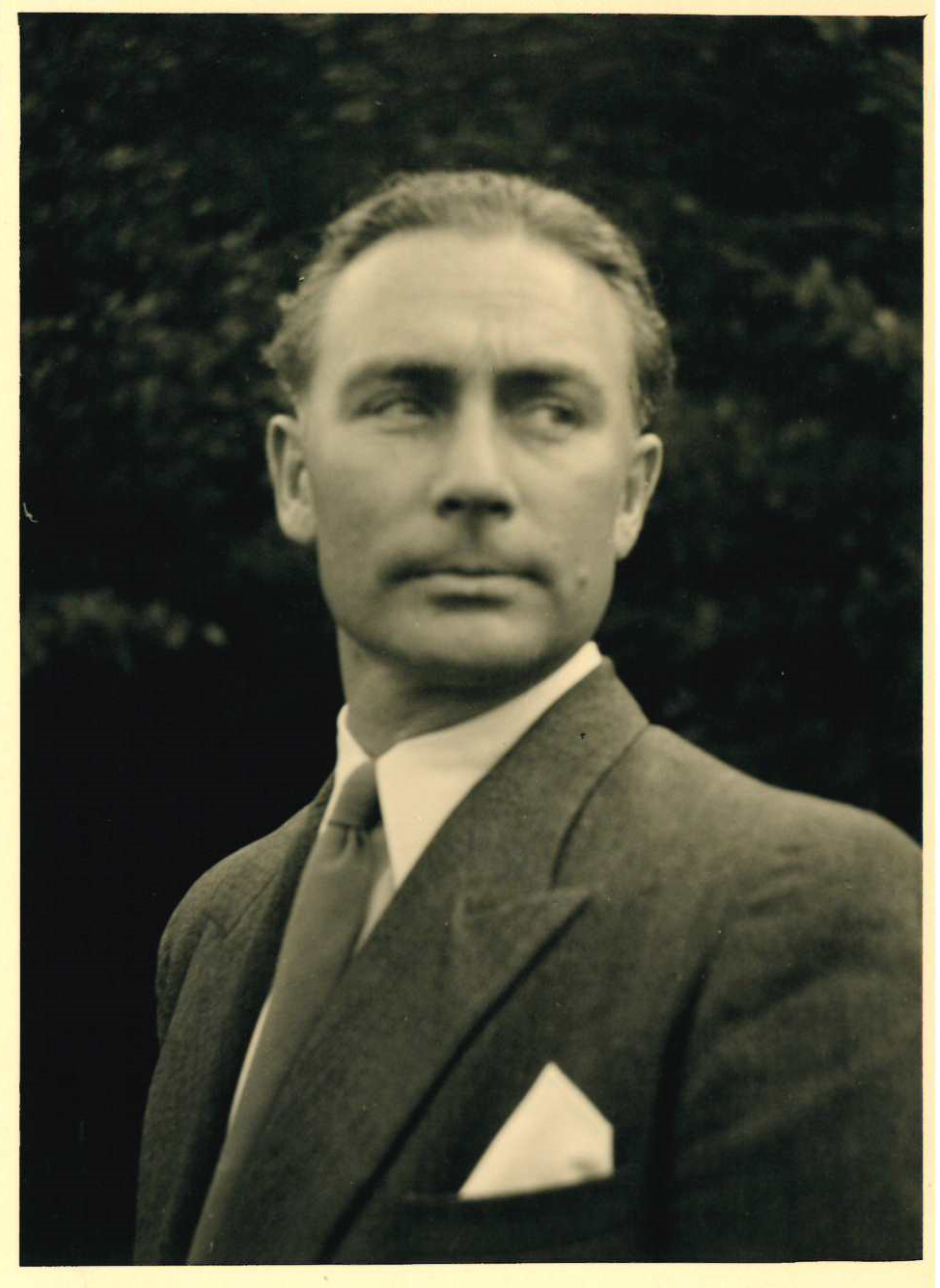
Fritz Buchloh

Friedrich Hermann „Fritz“ Buchloh (* 26. November 1909 in Mülheim an der Ruhr; † 22. Juli 1998 ebenda) war ein deutscher Fußballspieler und -trainer. Der Torhüter absolvierte als Aktiver des VfB Speldorf von 1932 bis 1936 in der Fußballnationalmannschaft 17 Länderspiele. Er gehörte den DFB-Aufgeboten für die Olympischen Sommerspiele 1936 in Berlin und die Fußballweltmeisterschaft 1938 in Frankreich an; für die Weltmeisterschaft 1934 stand er auf Abruf bereit. 

## Sportliche Laufbahn

### Vereine
Er spielte als Torwart in den dreißiger Jahren für den VfB Speldorf (Speldorf ist ein Stadtteil von Mülheim an der Ruhr). Er galt als energischer Torhüter mit gutem Stellungsspiel und hervorragenden Reflexen. Dabei galt er eher als berechnender Torwart denn als Showman. Ab der Runde 1927/28 war der Gymnasiast Torhüter der 1. Mannschaft der Grün-Weißen vom Sportplatz Am Blötter Weg in Speldorf. Mit seinem Heimatverein VfB Speldorf war er bis 1933 in der Bezirksliga Niederrhein aktiv und gehörte dann der zweitklassigen Bezirksklasse als Unterbau der Gauliga Niederrhein mit dem VfB an. Zweimal, in den Runden 1934/35 und 1935/36, konnte Buchloh mit seinen Mannschaftskameraden die Meisterschaft erringen und damit den Einzug in die Aufstiegsrunde zur Gauliga. Aber der Aufstieg glückte nicht.
Gegen Ende seiner Nationalmannschaftskarriere ging er 1937/38 nach Berlin, um an der Reichsakademie für Leibesübungen einen Abschluss als Diplom-Sportlehrer zu erwerben. Nebenbei hütete er das Tor von Hertha BSC. 1938 kehrte er nach Westdeutschland zurück und spielte zum Abschluss seiner Laufbahn bei Schwarz-Weiß Essen.
Bei den Essenern gab er am 4. Spieltag (16. Oktober 1938) der Saison 1938/39 sein Debüt im Spiel gegen den Lokalrivalen Rot-Weiss Essen. Acht Spiele in Folge blieb Buchloh ohne Gegentor. Zum Abschluss der Saison wurde Schwarz-Weiß Essen Vizemeister hinter Fortuna Düsseldorf. Buchloh blieb in 15 Meisterschaftsspielen bei 9 Gegentoren. Während der Folgespielzeit (1939/40) kam Buchloh nur noch sporadisch zum Einsatz. Registriert wurden noch 3 Einsätze in 18 Meisterschaftsspielen, in denen er 3 Gegentore zulassen musste.

### Auswahlspiele
Bereits am 13. Oktober 1929 stand der junge Torhüter aus Speldorf in einem Wettbewerbsspiel des Bundespokals im Tor der Auswahl von Westdeutschland. In Dortmund verlor Westdeutschland mit den Angreifern Ernst Kuzorra und Fritz Szepan mit 1:4 Toren gegen Norddeutschland. Nachdem Heiner Stuhlfauth vom 1. FC Nürnberg mit dem Länderspiel am 2. März 1930 gegen Italien seine Laufbahn in der Nationalmannschaft beendet hatte, waren mit Willibald Kreß und Hans Jakob seine Nachfolger gefunden. Der Keeper aus Speldorf gehörte aber bereits dem Kreis der DFB-Auswahl von Reichstrainer Otto Nerz an und debütierte am 4. Dezember 1932 in Düsseldorf im Spiel gegen die Niederlande im Tor der Nationalmannschaft. Am 11. März 1934 stand er beim WM-Qualifikationsspiel gegen Luxemburg beim 9:1-Sieg im Tor der deutschen Auswahl. Vom 7. bis 19. Mai 1934 nahm er am abschließenden WM-Lehrgang teil, nach Italien nahm Nerz aber nur seine zwei Rivalen Kreß und Jakob mit, Buchloh stand für die Weltmeisterschaft 1934 in Italien auf Abruf bereit. Im ersten Spiel nach dem WM-Turnier, am 9. September 1934, stand er aber beim 5:2-Erfolg in Warschau gegen Polen im Tor der Länderelf, bei der auf Linksaußen der Flügelstürmer von Wormatis Worms, Josef Fath, sein Debüt gab. Beim 3:1-Erfolg am 8. Mai 1935 in Dortmund gegen Irland führte Buchloh als Kapitän die deutsche Elf auf das Feld. Vier Tage später, am 12. Mai, verlor er vor 74.000 Zuschauern in Köln mit 1:2 Toren gegen Spanien.
Im Februar 1936 gehörte er dem DFB-Aufgebot für die zwei Länderspiele gegen Spanien und Portugal an. Beim 2:1-Erfolg in Barcelona gegen Spanien hütete der Mann aus Regensburg das deutsche Tor, in Lissabon beim 3:1-Sieg war Buchloh an der Reihe. Er wurde aber verletzungsbedingt ab der 56. Minute durch Jakob abgelöst. Im August 1936 nahm er mit der Nationalmannschaft an den Olympischen Spielen in Berlin teil. Er stand beim 9:0-Auftakterfolg der DFB-Elf am 4. August in Berlin (Achtelfinale) gegen Luxemburg im Tor. Bei der überraschenden 0:2-Niederlage am 7. August gegen Norwegen (Viertelfinale) war Hans Jakob der deutsche Torhüter. Im ersten Länderspiel nach der Olympiade, am 13. September 1936 in Warschau, hütete Buchloh in seinem 17. Länderspiel wiederum das deutsche Tor. Beim 1:1-Remis bildete er zusammen mit Paul Janes, Reinhold Münzenberg, Paul Mehl, Josef Rodzinski und Albin Kitzinger dabei die Defensive.
In der Nationalmannschaft war er von 1932 bis 1936 in 17 Spielen aktiv. Er gehörte dem Nationalmannschaftskreis aber noch bis zur Weltmeisterschaft 1938 in Frankreich an. Am 19. Mai, drei Tage nach der Geburtsstunde der Breslau-Elf – am 16. Mai 1937 gewann Deutschland in Breslau mit 8:0 gegen Dänemark –, stand Buchloh in Berlin bei einem Testspiel einer Deutschlandauswahl gegen Manchester City im deutschen Tor. Er gehörte neben Hans Jakob und Rudolf Raftl dem WM-Aufgebot im Juni 1938 in Frankreich an. Bausenwein notiert in seiner Gattungsgeschichte und Seelenkunde der Torhüter zu Buchloh folgende Passage:

„Während Jakob als harter und wuchtiger Spieler bekannt war, glänzte der ruhige Buchloh eher mit lässiger Eleganz. Der Journalist Hannes Berger: ‚Fritz Buchloh besaß ein ausgeprägtes Ballgefühl, er ähnelte in seiner ganzen Art mehr dem Stil des Frankfurters Kreß‘. Nationaltrainer Nerz, den mit dem ‚schönen Willibald‘ eine Art Hassliebe verbunden hatte, gab ihm vielleicht gerade deswegen immer wieder eine Chance.“

Buchloh wird bei Jürgen Bitter mit 25 Repräsentationsspielen für Westdeutschland, 18 für den Niederrhein – das letzte im Reichsbundpokal am 22. Januar 1939 als Spieler von SW Essen in Bamberg gegen Bayern – und drei für Berlin geführt.

### Trainer und Beruf
Buchloh war zum 1. Mai 1937 der NSDAP beigetreten (Mitgliedsnummer 4.036.940). Er schlug nach seiner Laufbahn zunächst die Verwaltungslaufbahn ein. Im Zweiten Weltkrieg  war er als Offizier der Wehrmacht im Westdeutschen Spielverband aktiv. Beim Fronteinsatz erlitt er elf Knochenbrüche und war nach dem Krieg in Frankreich interniert.
Nachdem Buchloh bereits vor dem Zweiten Weltkrieg in Island zeitweilig eine Trainerstelle innegehabt hatte, war er ab 1948 Trainer der isländischen Nationalmannschaft. Im Herbst 1948 kehrte er nach Deutschland zurück, im Dezember des Jahres folgte er dem erneuten Ruf Islands und zog mitsamt Familie erneut auf die Insel. 1949 war er in einer Partie für die Auswahlmannschaft verantwortlich und damit als einer der ersten deutschen Trainer nach dem Krieg im Ausland tätig.
Im Frühsommer 1950 kehrte er nach Deutschland zurück, um als Verbandstrainer die Mannschaft des Niederrheins zu betreuen, wo er 1951 den Länderpokal gewinnen konnte und 1952 abermals das Finale – das jedoch mit einer Niederlage gegen Bayern endete – erreichte, Vereinstrainer von 1952 bis 1954 in der Fußball-Oberliga West bei Schwarz-Weiß Essen, Repräsentant einer großen Industriefirma, bevor er sich mit einem Betrieb selbständig machte. Im Bund Deutscher Fußball-Lehrer war er von der Gründungsversammlung am 9. September 1957 in Duisburg – 1. Vorsitzender: Paul Oßwald, 2. Vorsitzender: Herbert Widmayer, Schatzmeister: Fritz Buchloh – über zwei Jahrzehnte als Schatzmeister ehrenamtlich tätig und wurde 1978 zum Ehrenmitglied ernannt. Auch nach der Gründung der Union Europäischer Fußball-Trainer im Jahr 1980 in Wien, gehörte Buchloh dem Präsidium als 2. Vizepräsident und Schatzmeister an. Bei seinem Heimatverein VfB Speldorf war er auch leitend tätig und wurde zu dessen Ehrenvorsitzenden ernannt.